# Синсіміон (комуна)
Синсіміон (рум. Sânsimion) — комуна у повіті Харгіта в Румунії. До складу комуни входять такі села (дані про населення за 2002 рік):
- Синсіміон (2441 особа) — адміністративний центр комуни
- Четецуя (1005 осіб)

Комуна розташована на відстані 203 км на північ від Бухареста, 13 км на південний схід від М'єркуря-Чука, 70 км на північ від Брашова.

## Населення
За даними перепису населення 2002 року у комуні проживали 3446 осіб.
Національний склад населення комуни:
| Національність | Кількість осіб | Відсоток |
| -------------- | -------------- | -------- |
| угорці         | 3381           | 98,1%    |
| румуни         | 51             | 1,5%     |
| цигани         | 12             | 0,3%     |
| чанго          | 2              | 0,1%     |

Рідною мовою назвали:
| Мова      | Кількість осіб | Відсоток |
| --------- | -------------- | -------- |
| угорська  | 3400           | 98,7%    |
| румунська | 46             | 1,3%     |

Склад населення комуни за віросповіданням:
| Релігія                                       | Кількість осіб | Відсоток |
| --------------------------------------------- | -------------- | -------- |
| римо-католики                                 | 3326           | 96,5%    |
| реформати                                     | 65             | 1,9%     |
| православні                                   | 44             | 1,3%     |
| унітарії                                      | 10             | 0,3%     |
| лютерани (Синодально-пресвітеріанська церква) | 1              | < 0,1%   |